# Piet Velthuizen
Piet Velthuizen (Nijmegen, 3 november 1986) is een Nederlands voormalig profvoetballer die speelde als doelman. Hij speelde één interland voor het Nederlands voetbalelftal. 

## Carrière

### Vitesse (eerste periode)
Velthuizen speelde in zijn jeugd voor v.v. S.C.E. en Quick 1888, voordat hij in 1999 werd opgenomen in de Vitesse Voetbal Academie. Hier begon hij in de c-jeugd. Velthuizen doorliep bij Vitesse de andere jeugdselecties en werd geselecteerd voor diverse Nederlandse nationale jeugdselecties. Voor aanvang van het seizoen 2006/07 tekende hij een contract dat hem tot medio 2010 aan Vitesse bond. Dat seizoen begon hij als tweede doelman achter Harald Wapenaar. Hij maakte op 31 december 2006 zijn debuut in het eerste elftal, in de laatste wedstrijd voor de winterstop, tegen Heracles Almelo (2–2). Wapenaar was op dat moment geblesseerd. Tijdens de winterstop van dat seizoen werd duidelijk dat Wapenaar vertrok naar Sparta Rotterdam. De beoogde nieuwe eerste doelman Vladimir Stojković, bleek niet op tijd speelgerechtigd en zo keepte Velthuizen ook op 21 januari 2007, in een wedstrijd tegen FC Groningen (3–2 winst). Hij kreeg het vertrouwen van trainer Aad de Mos en hield Stojković enige tijd op de bank. Na een verloren wedstrijd tegen RKC Waalwijk (3–1) raakte Velthuizen na zeven duels onder de lat (waarin hij drie keer de nul hield) zijn plek kwijt aan Stojković. In de laatste competitiewedstrijd van het jaar, tegen PSV, keerde Velthuizen na rust terug in het team van Vitesse. Stojković werd door De Mos uit voorzorg gewisseld. Toen bleek dat de gehuurde Stojković te duur was en niet definitief overgenomen kon worden van FC Nantes, kreeg Velthuizen voor het seizoen 2007/08 het vertrouwen als eerste doelman.
In de eerste drie wedstrijden van het volgende seizoen kreeg Velthuizen drie doelpunten tegen en werd hij na een wedstrijd tegen NEC (1–0 winst) uitgeroepen tot man van de wedstrijd. Gedurende het begin van de competitie behoedde hij Vitesse meerdere malen voor puntverlies, met krantenkoppen als "FC Groningen - Piet Velthuizen 0–0" tot gevolg. Na tien wedstrijden was Velthuizen medekoploper in het Voetballer van het Jaar-klassement van de Telegraaf. Velthuizen tekende in december een verbeterd contract bij Vitesse, dat hem tot medio 2011 aan de club bond. Tevens werd hij in 2010 verkozen tot Gelders voetballer van het jaar.

### Hércules Alicante
Aan het begin van het seizoen 2010/11 werd Vitesse overgenomen door Merab Zjordania. Velthuizen maakte in augustus 2010 bekend dat hij de club zou verlaten. Hij tekende een vierjarig contract bij Hércules Alicante. In een wedstrijd om de Copa del Rey tegen Málaga CF op 27 oktober 2010 maakte Velthuizen zijn debuut voor de Spaanse club. Hij kreeg de voorkeur boven Juan Calatayud. De wedstrijd eindigde in 0–0.

### Vitesse (tweede periode)
Vitesse bracht op 26 juli 2011 naar buiten dat Velthuizen wederom zou aansluiten bij de selectie, al was hij nog niet vrijgegeven door Hércules. Hij doorstond de medische keuring en trainde daarna direct met de selectie mee. Het duurde een maand om de overgang rond te krijgen en de FIFA moest eraan te pas komen, maar Velthuizen keerde dan toch definitief terug bij Vitesse. Hij werd per 29 augustus 2011 definitief vrijgegeven.
Vitesse bracht op 26 januari 2012 naar buiten dat Velthuizen een nieuw contract tot 2016 had getekend. In maart 2014 speelde hij zijn tweehonderdste competitiewedstrijd voor de Arnhemse club, tegen FC Groningen. In het seizoen 2014/15 raakte hij geblesseerd, waarna hij werd vervangen door Eloy Room. Trainer Peter Bosz maakte in januari bekend dat hij Room definitief de voorkeur gaf boven Velthuizen, die dat seizoen niet meer in actie kwam voor de club. Op 1 april 2016 liet Vitesse officieel weten het contract van Velthuizen niet te verlengen. Hij speelde op 17 mei 2016 zijn laatste wedstrijd voor de club, een oefenduel tegen de amateurs van AVW '66.

### Hapoel Haifa
Velthuizen tekende in juli 2016 een contract tot medio 2017 bij Hapoel Haifa, de nummer twaalf van Israël in het voorgaande seizoen. In de zomer van 2017 verruilde Velthuizen Hapoel Haifa voor Omonia Nicosia uit Cyprus. Na het seizoen 2017/2018 keerde Velthuizen terug naar Nederland.

### AZ
In augustus 2018 trainde de clubloze Velthuizen mee bij AZ. Trainer John van den Brom liet al doorschemeren dat een contract een serieuze optie was. Eind augustus tekende hij een contract voor het seizoen 2018/19 in Alkmaar. Na afloop hiervan trainde hij tweeënhalve maand mee bij Willem II.

### Telstar
In februari 2020 vertrok Velthuizen op amateurbasis naar Telstar tot het einde van het seizoen. Hij miste de eerste wedstrijd vanwege een blessure voor het seizoen beëindigd werd vanwege de Coronacrisis.

### Fortuna Sittard
In februari 2021 trainde Velthuizen mee bij Fortuna Sittard. Op 26 februari tekende hij een contract voor de rest van het seizoen, om zo het keepersprobleem bij de club op te lossen. Hier maakte hij twee dagen later zijn debuut in de uitwedstrijd bij FC Groningen. Na 23 minuten moest hij echter vervangen worden door een hamstringblessure. Hiermee eindigde zijn loopbaan.

## Clubstatistieken
| Seizoen         | Club              | Competitie       | Competitie | Competitie  | Beker | Beker       | Overig | Overig      | Totaal | Totaal      |
| Seizoen         | Club              | Competitie       | Duels      | Clean sheet | Duels | Clean sheet | Duels  | Clean sheet | Duels  | Clean sheet |
| --------------- | ----------------- | ---------------- | ---------- | ----------- | ----- | ----------- | ------ | ----------- | ------ | ----------- |
| 2006/07         | Vitesse           | Eredivisie       | 8          | 3           | 0     | 0           | –      | –           | 8      | 3           |
| 2007/08         | Vitesse           | Eredivisie       | 33         | 8           | 1     | 0           | –      | –           | 34     | 8           |
| 2008/09         | Vitesse           | Eredivisie       | 33         | 10          | 2     | 1           | –      | –           | 35     | 11          |
| 2009/10         | Vitesse           | Eredivisie       | 33         | 5           | 2     | 0           | –      | –           | 35     | 5           |
| 2010/11         | Vitesse           | Eredivisie       | 1          | 0           | 0     | 0           | –      | –           | 1      | 0           |
| 2010/11         | Hércules Alicante | Primera División | 3          | 0           | 2     | 1           | –      | –           | 5      | 1           |
| 2011/12         | Vitesse           | Eredivisie       | 29         | 11          | 3     | 1           | 4      | 1           | 36     | 13          |
| 2012/13         | Vitesse           | Eredivisie       | 34         | 13          | 0     | 0           | 4      | 0           | 38     | 13          |
| 2013/14         | Vitesse           | Eredivisie       | 34         | 7           | 3     | 1           | 4      | 0           | 41     | 8           |
| 2014/15         | Vitesse           | Eredivisie       | 11         | 1           | 1     | 0           | –      | –           | 12     | 1           |
| 2015/16         | Vitesse           | Eredivisie       | 0          | 0           | 1     | 0           | –      | –           | 1      | 0           |
| 2016/17         | Hapoel Haifa      | Ligat Ha'Al      | 24         | 7           | 1     | 0           | 3      | 1           | 28     | 8           |
| 2017/18         | Omonia Nicosia    | A Divizion       | 9          | 2           | 0     | 0           | –      | –           | 9      | 2           |
| 2018/19         | AZ                | Eredivisie       | 0          | 0           | 0     | 0           | –      | –           | 0      | 0           |
| 2019/20         | Telstar           | Eerste divisie   | 0          | 0           | 0     | 0           | –      | –           | 0      | 0           |
| 2020/21         | Fortuna Sittard   | Eredivisie       | 2          | 1           | 0     | 0           | –      | –           | 2      | 1           |
| Carrière totaal | Carrière totaal   | Carrière totaal  | 254        | 68          | 16    | 4           | 15     | 2           | 285    | 74          |

## Nationaal team

### Jong Oranje
Coach Foppe de Haan haalde Velthuizen aan het begin van het seizoen 2007/08 bij de selectie van Jong Oranje voor kwalificatiewedstrijden tegen Macedonië -21, Noorwegen -21 en Estland -21. Tijdens deze wedstrijden zat hij op de bank. Hij debuteerde op 16 oktober 2007 in het Olympisch elftal, in een met 4-0 gewonnen oefenwedstrijd tegen Schotland. In de wedstrijden die volgden bleef De Haan Velthuizen opstellen. Tijdens de Olympische Zomerspelen van 2008 kreeg Kenneth Vermeer de voorkeur.

### Nederland
Velthuizen werd in maart 2008 opgeroepen voor een oefeninterland van het Nederlands voetbalelftal in en tegen Oostenrijk. Dit mede omdat eerste keuze (Edwin van der Sar) en tweede keuze (Maarten Stekelenburg) ontbraken in de selectie. Hij maakte op 5 september 2009 zijn interlanddebuut, in een oefeninterland tegen Japan (3–0). Na rust viel hij in voor Michel Vorm.
| Interlands van Piet Velthuizen voor Nederland | Interlands van Piet Velthuizen voor Nederland | Interlands van Piet Velthuizen voor Nederland | Interlands van Piet Velthuizen voor Nederland | Interlands van Piet Velthuizen voor Nederland | Interlands van Piet Velthuizen voor Nederland |
| №                                             | Datum                                         | Wedstrijd                                     | Uitslag                                       | Competitie                                    | Goals                                         |
| Als speler van Vitesse                        | Als speler van Vitesse                        | Als speler van Vitesse                        | Als speler van Vitesse                        | Als speler van Vitesse                        | Als speler van Vitesse                        |
| --------------------------------------------- | --------------------------------------------- | --------------------------------------------- | --------------------------------------------- | --------------------------------------------- | --------------------------------------------- |
| 1                                             | 5 september 2009                              | Nederland – Japan                             | 3 – 0                                         | Vriendschappelijk                             | 0                                             |

Bijgewerkt op 22 november 2015.